# Burg Čičava
Die Ruinen der gotischen Burg Čičava erheben sich auf einem felsigen Gebirgssporn über dem rechten Ufer der Ondava nahe der Gemeinde Sedliská in der Ostslowakei.
Die Burg wurde am Anfang des 14. Jahrhunderts gegründet. Besitzer waren Angehörige des (ober-)ungarischen Zweiges der Adelsfamilie Drugeth. Zu Beginn des 16. Jahrhunderts wurde sie stark erweitert und umgebaut, kurze Zeit später brannte sie jedoch nach der Eroberung durch Johann Zápolya aus. 1684 wurde die Burg von Emmerich Thököly besetzt. Seit der Niederlage Rákóczis gegen die Habsburger im Jahr 1711 lag die Burg in Trümmern. Heute sind nur noch die hohen Mauern und ein Wehrturm erhalten.

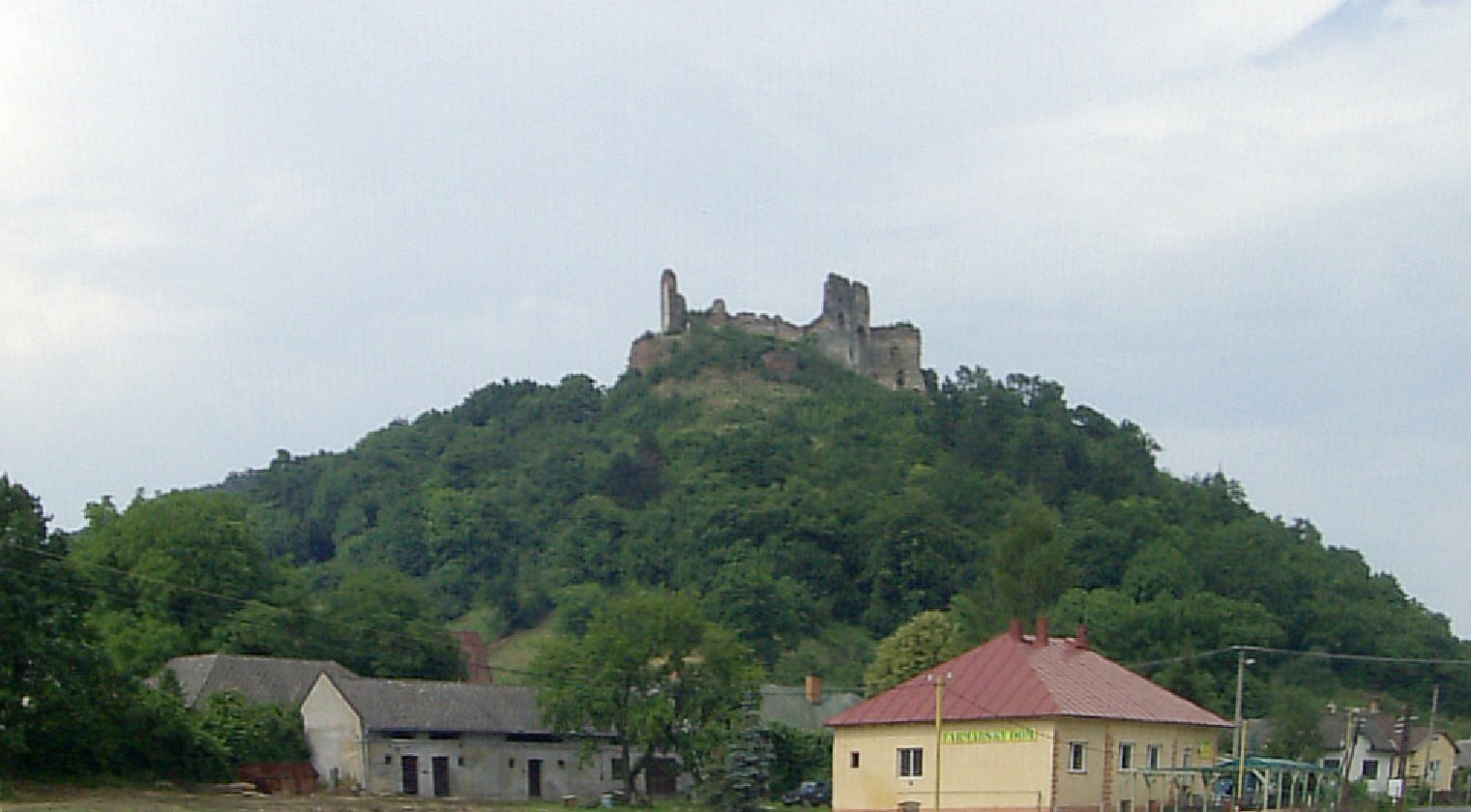
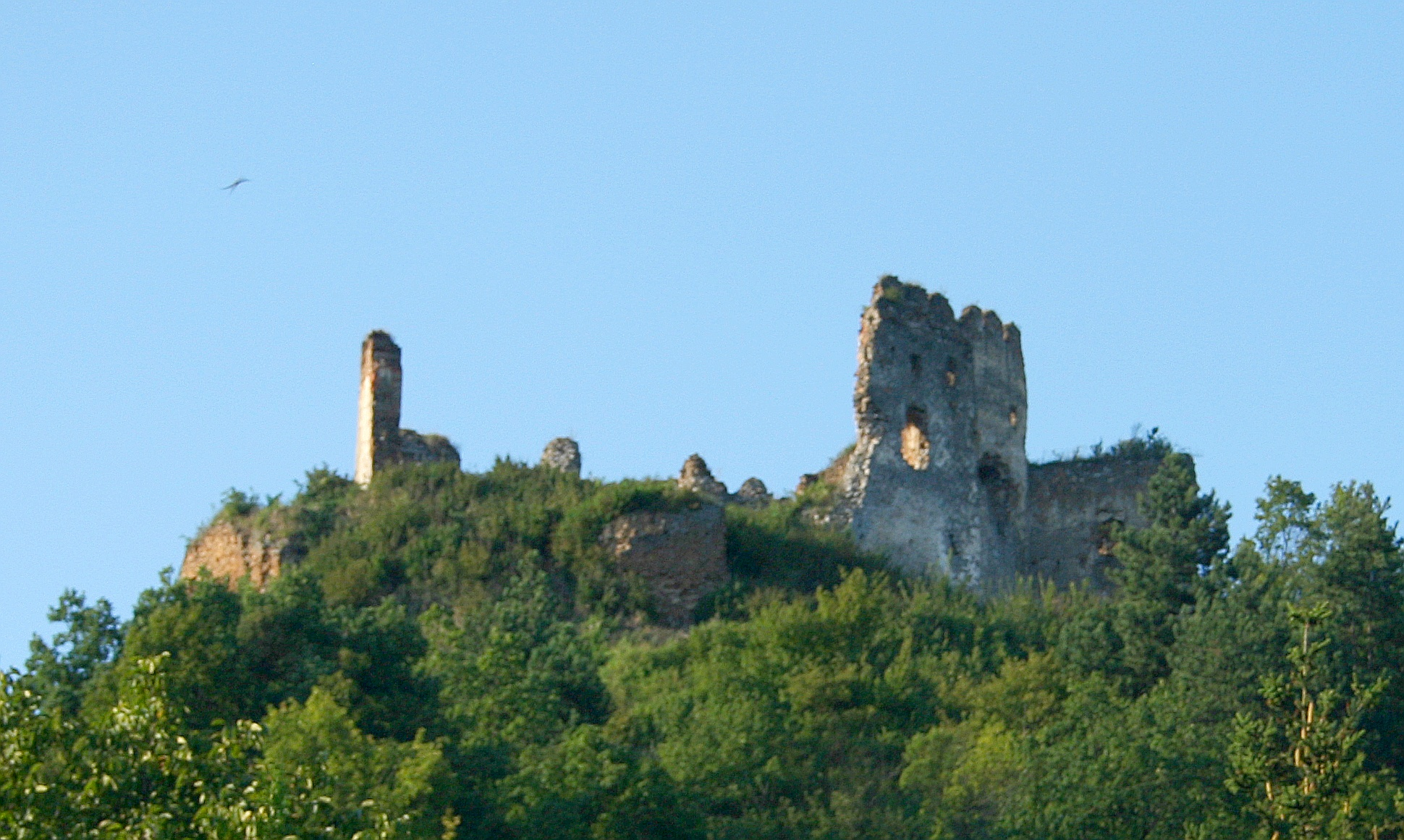
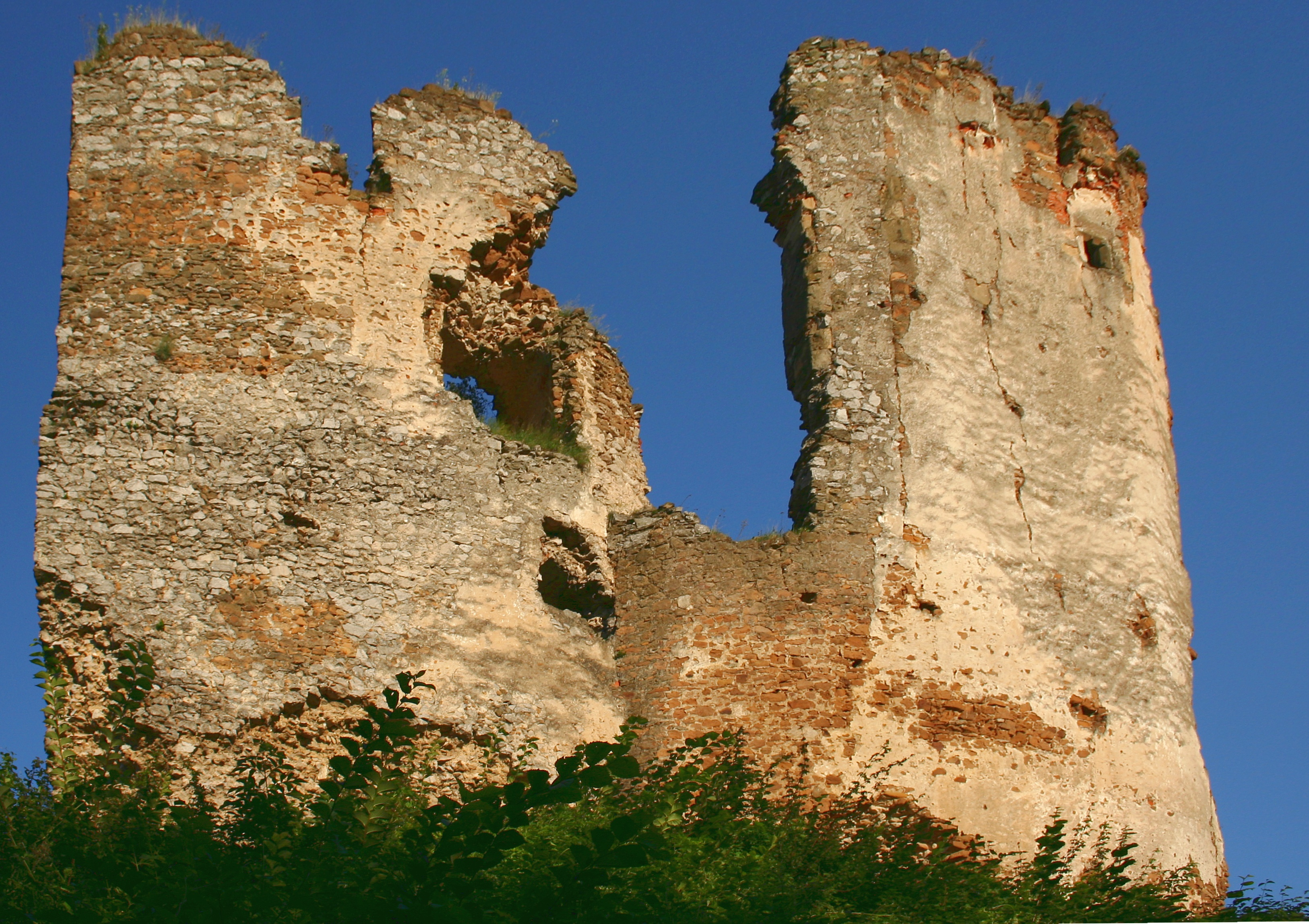
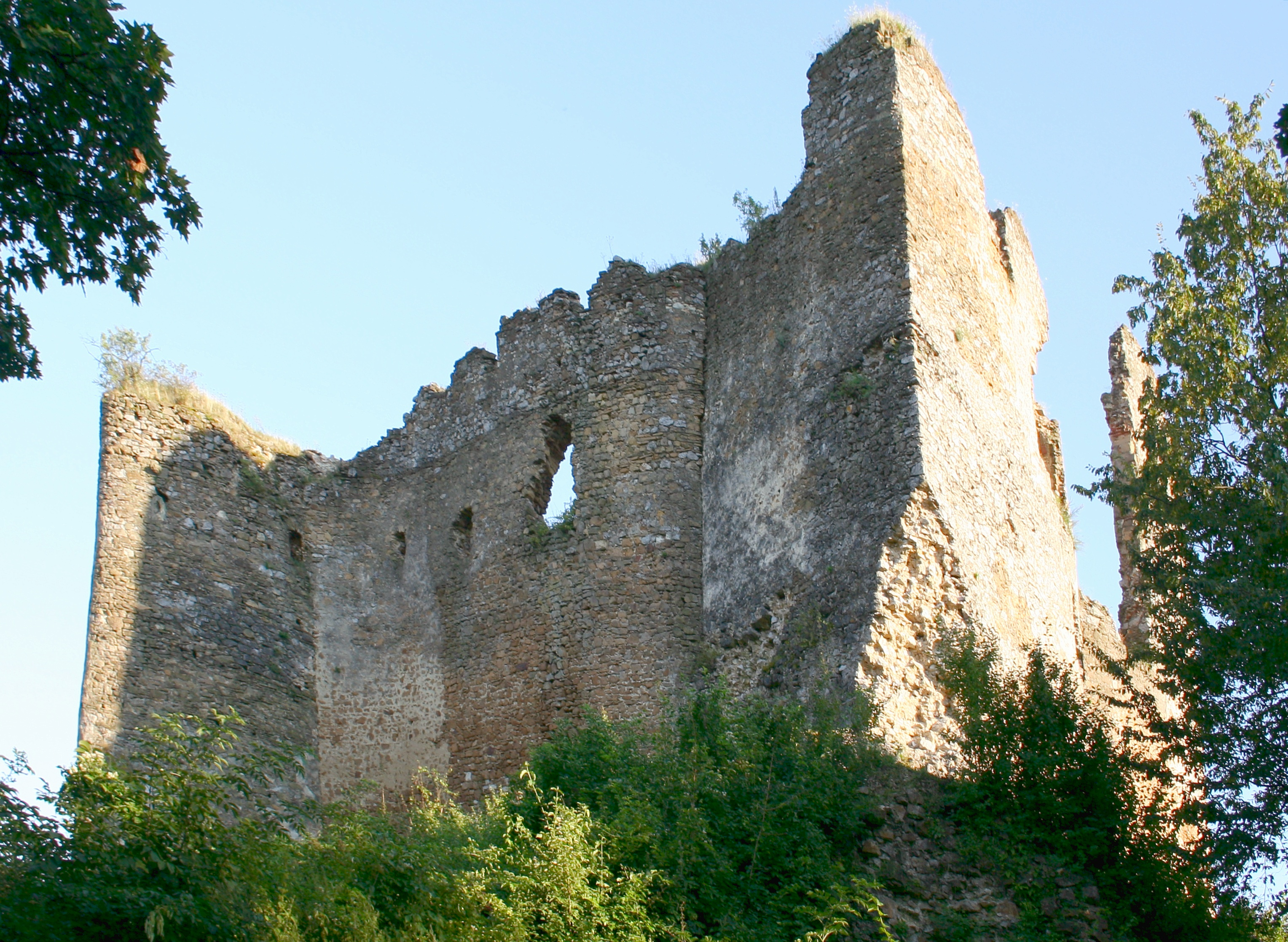